# Encefalite virale
L'encefalite virale è un'infiammazione del parenchima cerebrale con conseguente disfunzione neurologica causata da una infezione virale primaria. È il tipo più comune di encefalite e spesso coesiste con la meningite virale. I virus invadono l'ospite al di fuori del sistema nervoso centrale (SNC) e quindi raggiungono il midollo spinale e il cervello per via ematogena o in modo retrogrado risalendo dalle terminazioni nervose.
Esiste anche una encefalite "virale" secondaria o postinfettiva dove l'infiammazione del cervello è associabile ad un virus ma è causata da una reazione immuno-mediata al virus, ad un vaccino o un'altra proteina associata all'infezione virale. Questo tipo di encefalite autoimmune per quanto innescata da un virus o da un vaccino non è propriamente una encefalite virale anche se spesso la mima e può essere confusa con l'encefalite virale primaria. In passato a seguito di una infezione virale, l'encefalite autoimmune associata veniva considerata una ricaduta o una recidiva dell'encefalite primaria, come nel caso della coreatetosi conseguente l'encefalite da virus dell'herpers simplex o una complicanza neurologica dell'infezione primaria come nel caso dell'encefalomielite disseminata acuta associate a varicella, rosolia, parotite, mononucleosi infettiva, epatite A, influenza, malattia mano-piede-bocca. La distinzione tra encefalite virale primaria e encefalite immuno-mediata associata ad una infezione virale è determinante nella scelta del trattamento.
L'encefalite virale tende ad essere più comune nei giovani rispetto agli anziani. Tuttavia, anche l'ambiente gioca un ruolo fondamentale. Molti casi di encefalite virale non vengono rilevati a causa della mancanza di test e sintomi lievi. Inoltre, gli studi dimostrano che molti pazienti sviluppano alti livelli di anticorpi contro i virus ma non mostrano sintomi.
Una volta nel cervello, il virus e la risposta infiammatoria dell'ospite interrompono la funzione neurale, portando a malattie e complicazioni, molte delle quali spesso sono di natura neurologica, come abilità motorie compromesse e comportamento alterato.
I virus encefalitici sono tipicamente trasmessi da persona a persona o sono virus trasmessi da artropodi, insetti o aracnidi come le zecche. I giovani e gli anziani sono a più alto rischio di encefalite virale. Molti casi di encefalite virale non vengono identificati a causa della mancanza di test o di una malattia lieve e le indagini sierologiche indicano che le infezioni asintomatiche sono comuni. Esistono vari modi per prevenire l'encefalite virale, come i vaccini che si trovano nei programmi di vaccinazione standard o che sono raccomandati quando si vive o si visitano determinate regioni, e varie misure volte a prevenire le punture di zanzare, flebotomi e zecche al fine di prevenire l'infezione da arbovirus.

## Epidemiologia
L'encefalite virale è un problema per la salute pubblica in tutto il mondo a causa della sua elevata morbilità e mortalità. L'incidenza riportata da diversi studi varia in base all'area geografica, alla popolazione studiata e alle differenze nelle definizioni dei casi e nei metodi di ricerca. C'è un relativo consenso nella stima di una incidenza globale compresa tra 3,5 e 7,4 per 100 000 soggetti/anno, più alta nei bambini mentre alcuni studi in aree limitate hanno riscontrato incidenze fino a 30 casi per 100 000 abitanti /anno. Sebbene entrambi i sessi siano colpiti, la maggior parte degli studi ha mostrato una leggera predominanza nei maschi. Sfortunatamente, pochi studi basati sulla popolazione lo hanno fatto, la malattia è sottostimata e in molti casi la causa rimane oscura. Dati sull'incidenza dei diversi gli agenti eziologici sono contraddittori. Gli herpesvirus, i virus trasmessi da zecche o zanzare (arbovirus) e gli enterovirus non-polio rappresentano la maggior parte dei casi di encefalite in molte regioni del mondo. L'HSV causa circa il 10% dei casi di encefalite nell'uomo, colpendo circa 1 su 250 000-500 000 bambini e adulti in tutto il mondo. I ricercatori svedesi hanno osservato che l'incidenza dell'encefalite da herpes simplex tra i pazienti che vanno da meno di 1 anno a più di 90 anni di età era di 2,2 casi per milione di abitanti all'anno. Negli Stati Uniti, tra il 1998 e il 2010 si sono verificati circa 260 000 ricoveri causati da encefalite per tutte le infezioni virali, corrispondenti a poco più di 20 000 bambini e adulti con encefalite che richiedono ricovero in ospedale ogni anno o ∼6 casi ogni 100 000 persone/anno. Prima della comparsa del virus West Nile negli Stati Uniti, solo 200-500 casi di encefalite arbovirale venivano segnalati ogni anno ai Centers for Disease Control and Prevention (CDC). Nel 1999, il virus del Nilo occidentale è emerso negli Stati Uniti e alla fine del 2003, anno in cui l'attività del virus del Nilo occidentale ha raggiunto il picco, il CDC aveva ricevuto segnalazioni di oltre 14 000 casi di infezioni da virus umano del Nilo occidentale negli Stati Uniti e quasi 6 000 casi di malattia neuroinvasiva mediata dal virus del Nilo occidentale. Nel 2003, 2006 e 2012, gli anni di maggiore attività del virus del Nilo occidentale negli Stati Uniti, 13 o più stati hanno riportato un'incidenza di malattie neuroinvasive superiore a 1 caso/100 000 abitanti, principalmente tra gli anziani. Al contrario, i tassi di encefalite da altri arbovirus statunitensi, come il virus La Crosse e il virus dell'encefalite equina orientale, sebbene variabili di anno in anno, sono rimasti relativamente costanti. Sebbene rari negli Stati Uniti e in altre nazioni ricche di risorse, i casi di rabbia umana in Africa e in India sono in media tra 1 / 100 000 e 1/1 milione di abitanti all'anno e si stima che la rabbia causi 59000 morti umane ogni anno in oltre 150 paesi, con il 95% dei casi che si verificano in Africa e in Asia. A causa della sottostima e delle stime incerte, questo numero è probabilmente una grossolana sottostima.
L'epidemiologia di alcune cause virali di encefalite è cambiata nel tempo. Ad esempio, la vaccinazione ha portato a una diminuzione dell'incidenza di encefalite dovuta a parotite e morbillo. D'altra parte, le encefaliti da Epstein-Barr virus (EBV), cytomegalovirus (CMV) sono viste più frequentemente ora perché si verificano in individui immunocompromessi, come i pazienti con AIDS, soggetti a trapianto e chemioterapia. Altri importanti fattori epidemiologici includono il periodo dell'anno, la geografia e l'esposizione ad animali o insetti. Ad esempio, gli arbovirus (vale a dire, equino orientale, equino occidentale, St. Louis, equino venezuelano, Zika e West Nile) causano malattie durante i mesi estivi quando le zanzare sono attive.
Non esiste predilezione razziale, sebbene diversi fattori genetici possano predisporre gli individui a forme più gravi di coinvolgimento del SNC. Studi recenti hanno riportato una predisposizione mendeliana ad alcune forme di encefalite (in particolare encefalite da herpes simplex).

## Fisiopatologia
L'evento iniziale nel ciclo replicativo di un virus è la sua interazione con i recettori presenti sulla superficie di una cellula. La conoscenza di questa interazione è importante per comprendere la diffusione virale, il tropismo, cioè la tendenza del virus a localizzarsi o accumularsi prevalentemente in determinati organi o tessuti, e la patogenesi. I seguenti recettori cellulari sono stati identificati per alcuni virus: 
| Virus | Recettore                                             | Abbreviazione / Sinonimo                | Funzione                                                                               |
| Paramyxovirus-Virus del morbillo | Proteina cofattore di membrana                        | CD46                                    | Regola il complemento e previene l'attivazione del complemento sulle cellule autologhe |
| Poliovirus | CD155                                                 | hPVR / CD155                            | Espresso su monociti umani primari; supporta la replicazione del poliovirus in vivo    |
| HSV | Eparan solfato                                        | Nessuna                                 | Proteoglicani della superficie cellulare                                               |
| HSV | Mediatore dell'ingresso dell'herpesvirus A            | Hve A, HVEM                             | Superfamiglia dei recettori del TNF                                                    |
| HSV | Mediatore dell'ingresso dell'herpesvirus B            | Hve B, Human nectin-2 o Prr2alpha-Hve B | Partecipa all'organizzazione delle giunzioni epiteliali ed endoteliali                 |
| HSV | Mediatore dell'ingresso dell'herpesvirus C            | Hve C, nectin1delta o Prr1-Hve C        | Superfamiglia delle immunoglobuline                                                    |
| HSV | TNFSF14                                               | hTNFSF14 / HVEM-L                       | Superfamiglia dei recettori del TNF                                                    |
| Virus della rabbia | AChR nicotinico (sito di legame a-bungarotossina)     | AChR                                    | AChR nicotinico                                                                        |
| Virus della rabbia | NCAM                                                  | NCAM, CD56, D2CAM, Leu19 o NKH-1        | Glicoproteina di adesione cellulare della superfamiglia delle immunoglobuline          |
| Virus della rabbia | NGFR                                                  | NGFR                                    | NGFR                                                                                   |
| Virus della rabbia | recettore della neurotrofina p75 (p75NTR)             | p75NTR                                  |                                                                                        |
| HIV-1 | CD4                                                   | CD4                                     | Proteina dei linfociti T con funzione di aiuto o induttore nel sistema immunitario     |
| HIV-1 | CCR3                                                  | CCR3                                    | Attività chemiotattica                                                                 |
| HIV-1 | CCR5                                                  | CCR5                                    | Corecettore per ceppo macrofago-tropico                                                |
| HIV-1 | CCR6                                                  | CCR65                                   | Attività chemiotattica                                                                 |
| HIV-1 | CXCR4                                                 | CXCR4                                   | Corecettore per CD4                                                                    |
| Poliomavirus JC | Glicoproteina legata all'N con acido alfa 2-6 sialico | Glicoproteina legata all'N              | Sconosciuto                                                                            |
| JEV | Proteina GRP78                                        | ---                                     | Proteina di risposta allo stress ER                                                    |
| AChR: recettore dell'acetilcolina; CCR: recettore delle chemochine; HSV: virus dell'herpes simplex; NCAM: molecola di adesione delle cellule neurali; NGFR: recettore del fattore di crescita nervoso; TNF: fattore di necrosi tumorale. |                                                       |                                         |                                                                                        |

Nonostante il tropismo virale, il modello di distribuzione delle lesioni nel cervello è raramente abbastanza specifico da consentire l'identificazione del virus infettante.
La fisiopatologia dell'encefalite virale varia a seconda della famiglia virale. I virus entrano nel sistema nervoso centrale attraverso 2 percorsi distinti: disseminazione ematogena e disseminazione neuronale retrograda.
La disseminazione ematogena è il percorso più comune. Gli esseri umani sono solitamente ospiti terminali accidentali di molte encefaliti virali. Le encefaliti da arbovirus sono zoonosi, con il virus che sopravvive a cicli di infezione che coinvolgono artropodi mordaci e vari vertebrati, ospiti serbatoio, in particolare uccelli e roditori. Il virus può essere trasmesso da una puntura o morso dell'artropode e comincia a replicarsi localmente nella pelle.
La viremia transitoria porta alla disseminazione del sistema reticoloendoteliale e dei muscoli. Dopo la replicazione continua, la viremia secondaria porta alla disseminazione di altri siti, compreso il SNC. In casi fatali, si nota un piccolo cambiamento istopatologico al di fuori del sistema nervoso. L'encefalite di St. Louis è un'eccezione, in quanto occasionalmente è presente il coinvolgimento renale.
All'esame macroscopico si osservano livelli variabili di meningite, edema cerebrale, congestione ed emorragia nel cervello. L'esame microscopico conferma una leptomeningite con infiltrazione di cellule rotonde, piccole emorragie con cuffia perivascolare e noduli di leucociti o cellule microgliali. La demielinizzazione può seguire la distruzione degli oligodendroglia e il coinvolgimento delle cellule ependimali può portare all'idranencefalia.
Le aree di necrosi possono essere estese, specialmente nell'encefalite equina orientale (EEE) e nell'encefalite giapponese (JE). Recenti prove sperimentali hanno dimostrato che gli arbovirus possono indurre la morte cellulare per apoptosi nei neuroni nel cervello dei loro ospiti. I pazienti che sopravvivono alla malattia iniziale associata all'encefalite virale presentano diversi gradi di riparazione, che possono includere la calcificazione nei bambini.

## Eziologia
L'HSE (Encefalite da herpes simplex) è la forma più comune di encefalite virale. L'herpesvirus umano (HHV) -6, l'agente eziologico della sesta malattia, è stato associato a un ampio spettro di complicanze neurologiche, inclusa l'encefalite virale (focale). È noto che numerosi altri virus causano encefalite. I virus più comunemente associati all'encefalite infantile acuta sono il virus della parotite, il virus del morbillo e il virus della varicella-zoster (VZV).
| Encefaliti virali comuni | Encefaliti virali comuni | Encefaliti virali comuni                               | Encefaliti virali comuni       | Encefaliti virali comuni                                                                                     | Encefaliti virali comuni                      | Encefaliti virali comuni                   |
| --- | ------------------------ | ------------------------------------------------------ | ------------------------------ | --- | --------------------------------------------- | ------------------------------------------ |
| Virus (famiglia) | Struttura virale         | Trasmissione-vertebrati ospiti                         | Letalità                       | Pattern clinici specifici                                                                                    | Sequela                                       | Stagione                                   |
| HSV (herpesvirus1 e 2) | ds DNA                   | Sconosciuto                                            | 70% se non trattato            | Forme rare: meningite subacuta, psichiatrica, opercolare, ricorrente HSV-1: tronco cerebrale; HSV-2: mielite | Comune                                        | Tutto l'anno                               |
| VZV (herpesvirus3) | ds DNA                   | Contatto diretto (aria), altamente contagioso          | Variabile; basso nei bambini   | Eruzione cutanea, encefalite nello 0,1-0,2% dei bambini con varicella; atassia cerebellare (cerebellite)     | Gli adulti peggio; la cerebellite è buona     | Tardo inverno, primavera                   |
| Virus influenzale (orthomyxovirus) | ss RNA                   | Contatto diretto (aria), altamente contagioso          | Sconosciuto                    | Sindrome frontale reversibile nei bambini; Guillain-Barré, mielite                                           | Parkinsonismo (encefalite letargica)          | Di solito inverno                          |
| Enterovirus (picornavirus) | ss RNA                   | Via fecale-orale                                       | Basso; alto per enterovirus 71 | Herpangina; mano, piede, malattia della bocca; l'enterovirus 71 causa la rombencefalite                      | Lieve, ad eccezione dell'enterovirus 71       | Estate, autunno; tropici: nessuna stagione |
| Virus della rabbia (rabdovirus) | ss RNA                   | Cani, animali selvatici (p. Es., Volpe, lupo, puzzola) | Praticamente al 100%           | Parestesie; confusione, spasmi, idrofobia; caratteristiche del tronco cerebrale                              | Mortalità praticamente del 100%               | Tutto l'anno                               |
| Virus della coriomeningite linfocitaria (arenavirus) | ss RNA                   | Roditori                                               | Basso (<1%)                    | Febbre progressiva e mialgia; orchite; meningite asettica; leucopenia, trombocitopenia                       | Raro                                          | Di più in inverno                          |
| Virus Lassa (arenavirus) | ss RNA                   | Roditori                                               | 15%                            | Malattia multisistemica; proteinuria                                                                         | Sordità (un terzo)                            | Tutto l'anno                               |
| Virus della parotite (paramyxovirus) | ss RNA                   | Contatto diretto (aria), altamente contagioso          | Basso                          | Parotite, pancreatite, orchite, meningite asettica                                                           | Sequele frequenti                             | Inverno e primavera                        |
| Virus del morbillo (paramyxovirus) | ss RNA                   | Contatto diretto (aria), altamente contagioso          | 10%                            | Eruzione cutanea caratteristica; frequenti cambiamenti EEG; mielite                                          | Frequente: ritardo mentale, convulsioni, SSPE | Inverno e primavera                        |
| Virus Nipah (paramixovirus) | ss RNA                   | Suini; pipistrelli                                     | 40-75%                         | Segni cerebrali o cerebellari; mioclono segmentale, disautonomia                                             | Sindrome simile alla SSPE?                    | Tutto l'anno                               |
| ds: doppio filamento; EEG: elettroencefalografico; ss: filamento singolo; SSPE: panencefalite sclerosante subacuta:HSV: virus dell'herpes simplex; VZV — virus della varicella-zoster. |                          |                                                        |                                | |                                               |                                            |

Gli arbovirus, virus trasmessi da morsi o punture di artropodi (zanzare, flebotomi, zecche) sono importanti cause di encefalite in tutto il mondo. Sono stati identificati più di 20 arbovirus che possono causare encefalite. Questi arbovirus sono virus a RNA con involucro di diverse famiglie: Togaviridae (genere Alphavirus), Flaviviridae (genere Flavivirus), Bunyaviridae (genere Bunyavirus) e Reoviridae.
| Encefaliti arbovirali comuni | Encefaliti arbovirali comuni | Encefaliti arbovirali comuni | Encefaliti arbovirali comuni          | Encefaliti arbovirali comuni                                                          | Encefaliti arbovirali comuni          | Encefaliti arbovirali comuni           |
| --- | ---------------------------- | ---------------------------- | ------------------------------------- | ------------------------------------------------------------------------------------- | ------------------------------------- | -------------------------------------- |
| Virus (famiglia) | Principale Vettore           | Serbatoio                    | Letalità                              | Pattern clinici specifici                                                             | Sequela                               | Stagione                               |
| Virus encefalite equina orientale (alphavirus)                                                                                          | Aedes sollicitans            | Uccelli                      | 35%                                   | Progressione grave e rapida                                                           | Comune, soprattutto nei bambini       | Giugno a ottobre                       |
| Virus encefalite equina occidentale (alphavirus)                                                                                        | Culex tarsalis               | Uccelli                      | 10%                                   | Encefalite classica                                                                   | Moderato nei neonati; basso in altri  | Luglio a ottobre                       |
| Virus dell'encefalite equina venezuelana (alphavirus)                                                                                   | Specie di zanzara            | Cavalli, piccoli mammiferi   | ~ 0,4%                                | Basso tasso (4%) di coinvolgimento del sistema nervoso centrale                       | Blando                                | Stagione piovosa                       |
| Virus dell'encefalite di St. Louis (flavivirus)                                                                                         | Culex pipiens, C tarsalis    | Uccelli                      | 2% nei giovani; 20% negli anziani     | SIADH                                                                                 | Di più negli anziani                  | Da agosto a ottobre                    |
| Virus dell'encefalite giapponese (flavivirus)                                                                                           | Culex taeniorhynchus         | Uccelli                      | 33% (50% negli anziani)               | Caratteristiche extrapiramidali                                                       | 50% neuro psichiatrico; parkinsonismo | Estate                                 |
| Virus del Nilo occidentale (flavivirus)                                                                                                 | Culex, Aedes spp             | Uccelli                      | Negli Stati Uniti: 12% (solo anziani) | Coinvolgimento del motore o del tronco cerebrale                                      | Di solito non prominente              | Estate                                 |
| Virus della TBE dell'Estremo Oriente (flavivirus)                                                                                       | Ixodes persulcatus           | Piccoli mammiferi, uccelli   | 20%                                   | Epilessia parziale continua                                                           | Frequente; debolezza residua          | Dalla primavera all'inizio dell'estate |
| Virus della TBE siberiana (flavivirus)                                                                                                  | Ixodes persulcatus           | Piccoli mammiferi, uccelli   | 1%-3%                                 | Epilessia parziale continua, l'1,7% dei casi sviluppa una forma cronica e progressiva | Frequente; debolezza residua          | Dalla primavera all'inizio dell'estate |
| Virus della TBE dell'Europa centrale (flavivirus)                                                                                       | Ixodes ricinus               | Piccoli mammiferi, uccelli   | 0,5%-2%                               | Paralisi dei cingoli (colonna vertebrale / midollo)                                   | Meno comune che in Estremo Oriente    | Da aprile a ottobre                    |
| Virus della febbre da zecca del Colorado (orbivirus)                                                                                    | Dermacentor andersoni        | Piccoli mammiferi            | Basso                                 |                                                                                       | Blando                                |                                        |
| Virus Powassan (flavivirus) | Ixodes cookei                | Piccoli mammiferi, uccelli   | Alto                                  | Encefalite grave                                                                      | Comune (50%)                          | Da maggio a dicembre                   |
| Virus dengue (flavivirus) | Aedes spp                    | Zanzare                      | Basso, eccetto emorragico             | Sindrome di Flulike; possibile coinvolgimento del SNC                                 | Lieve, tranne che per l'emorragia     | Stagione piovosa                       |
| Virus La Crosse (bunyavirus) | Aedes triseriatus            | Piccoli mammiferi            | Basso (<1%)                           | Lieve, principalmente nei bambini                                                     | Blando; convulsioni                   | Estate                                 |
| CNS: sistema nervoso centrale; SIADH: sindrome da inappropriata secrezione di ormone antidiuretico; TBE: Encefalite trasmessa da zecche |                              |                              |                                       |                                                                                       |                                       |                                        |

Importanti encefaliti causate da alfavirus includono l'EEE, l'encefalite equina occidentale (WEE) el' encefalite equina venezuelana (VEE). L'EEE è endemica lungo le coste orientali e del Golfo degli Stati Uniti, nella regione dei Caraibi e in Sud America. I ceppi nordamericani producono una malattia fulminante (50-75% di mortalità) con un'alta incidenza di sequele neurologiche.
La WEE è più comune negli Stati Uniti occidentali e del Midwest, ma ha un tasso di letalità inferiore (10%) rispetto a EEE. La VEE si verifica in Sud America e America centrale, nonché negli Stati Uniti sud-occidentali, causando tipicamente malattie lievi e, raramente, danni neurologici.
I flavivirus vengono trasmessi da zecche e zanzare e si trovano in tutto il mondo. La forma più comune di flavivirus è il virus dell'encefalite B giapponese. Questo flavivirus è una delle cause più importanti di encefalite virale nel mondo, con 50 000 nuovi casi e 15 000 decessi all'anno. È stato trovato in Cina, Sud-est asiatico, subcontinente indiano, Filippine, Nuova Guinea, Guam e Australia.
Il virus del Nilo occidentale è un flavivirus simile al virus B giapponese. Il suo ciclo vitale avviene tra uccelli e zanzare. Le zanzare Culex, le zanzare Anopheles e le zanzare Aedes sono i vettori primari per l'uomo. Il virus del Nilo occidentale è endemico in Africa, Medio Oriente, Russia, India, Indonesia e parti dell'Europa. È stata rilevata per la prima volta nell'emisfero occidentale durante un'epidemia di encefalite nell'estate del 1999 a New York City (vedi Encefalite del Nilo occidentale).
La febbre dengue è la più importante infezione arbovirale dell'uomo, con 100 milioni di casi all'anno. Ora può essere visto in qualsiasi paese tra i tropici del Capricorno e del Cancro (mettendo a rischio circa 2,5 miliardi di persone). Fino a poco tempo, la febbre dengue era considerata insolitamente associata a manifestazioni neurologiche (tranne quando è presente la febbre emorragica dengue). Tuttavia, questa visione è cambiata; nelle aree endemiche, la febbre dengue può essere una delle forme più comuni di encefalite virale.
Prima dello scoppio dell'encefalite del Nilo occidentale (WNE) nel 1999, l'encefalite di St Louis era la malattia più comune causata da un flavivirus negli Stati Uniti. I focolai di encefalite di St. Louis si verificano da agosto a ottobre. La suscettibilità individuale al virus di St Louis aumenta con l'età e l'encefalite può essere accompagnata da iponatriemia dovuta alla sindrome da inappropriata secrezione di ormone antidiuretico (SIADH). La mortalità è correlata all'età, varia dal 2 al 20% e le sequele sono presenti nel 20% dei sopravvissuti.
Altre importanti malattie flavivirali includono l'encefalite da zecche dell'Estremo Oriente (ex Russia orientale), l'encefalite da zecche dell'Europa centrale (Europa centrale) e l'encefalite di Powassan (Canada e Stati Uniti settentrionali).
I bunyavirus sono il più grande gruppo di arbovirus e includono i virus che causano l'encefalite di La Crosse, l'encefalite di Jamestown Canyon e l'encefalite della California (CE). Il virus La Crosse è la causa più comune di encefalite arbovirale negli Stati Uniti e produce convulsioni e segni neurologici focali, manifestati principalmente nei bambini, con una mortalità inferiore all'1% e sequele rare. Il virus Toscana è stato identificato nell'Italia centrale nel 1971. Ha una distribuzione geografica più ampia oltre il confine settentrionale del Mar Mediterraneo, comprese Cipro e la Turchia. La maggior parte degli individui affetti non è sintomatica o lievemente sintomatica, sebbene siano stati segnalati casi gravi di meningite e meningoencefalite.
L'orbivirus viene trasmesso dalla zecca Dermacentor andersoni e viene visto nelle Montagne Rocciose degli Stati Uniti.
I retrovirus sono anche una causa di encefalite. Il virus linfotrofico a cellule T umane di tipo 1 (HTLV-I) è associato più a paraparesi spastica che a encefalite. Alcune forme di encefalite si osservano quasi esclusivamente nei pazienti con HIV. Tra questi, la ventriculoencefalite da citomegalovirus (CMV) è emersa come un'entità unica nei pazienti con infezione avanzata da HIV.
Anche i virus del morbillo e della parotite (paramixovirus) possono causare malattie neurologiche. Il morbillo tipicamente non causa encefalite nella fase acuta, ma 1 caso su 1000 può dare origine a sindrome autoimmune postinfettiva (cioè, SSPE). Il virus Nipah (famiglia Paramyxoviridae) è stato rilevato per la prima volta dopo un'epidemia di encefalite negli allevatori di suini in Malesia. Successivi focolai si sono verificati in diversi paesi dell'Asia meridionale, incluso il Bangladesh (2001 e 2003).
Gli arenavirus di solito infettano i roditori. Pertanto, la coriomeningite linfocitaria si verifica più comunemente durante l'inverno, quando i topi sono in casa e gli esseri umani entrano in contatto con i loro escrementi. La meningite o meningoencefalite segue un periodo di incubazione di 5-10 giorni. Il recupero può essere prolungato ma di solito è completo. La febbre di Lassa è una malattia dell'Africa occidentale che inizia con disturbi gastrointestinali e respiratori e progredisce fino allo shock emorragico. La sordità unilaterale o bilaterale può seguire il periodo di encefalite. La mortalità è compresa tra l'8 e il 52%.
Gli enterovirus sono picornavirus. La famiglia Picornaviridae include coxsackie virus A e B, poliovirus, echovirus, enterovirus (EV) 68 e 71 e virus dell'epatite A (HAV). Gli enterovirus vengono trasmessi per via fecale-orale e la diffusione al SNC avviene per via ematogena. L'infezione è più comune in estate e all'inizio dell'autunno. Nel 2014, gli Stati Uniti hanno sperimentato un focolaio nazionale di EV-D68 associato a gravi malattie respiratorie. Da metà agosto 2014 al 15 gennaio 2015, CDC o laboratori di sanità pubblica statale hanno confermato un totale di 1 153 persone in 49 stati e nel Distretto di Columbia con malattie respiratorie causate da EV-D68. Quasi tutti i casi confermati riguardavano bambini, molti dei quali avevano l'asma o una storia di respiro sibilante. Uno studio riporta che EV-D68 inibisce l'immunità antivirale innata mediante la sottoregolazione del fattore di regolazione dell'interferone 7 (IRF7). Focolai di enterovirus 71 si sono verificati in Giappone, Malesia e Taiwan. L'enterovirus 71 è tipicamente associato alla malattia mano-piede-bocca, ma fino al 30% può sviluppare manifestazioni neurologiche. Nel 2012, un'epidemia di encefalite grave in Cambogia, con un tasso di mortalità infantile del 69%, è stata secondaria al sierotipo C4 di enterovirus 71. La malattia colpisce principalmente i bambini di età pari o inferiore a 3 anni.
La rabbia è un importante patogeno nei paesi in via di sviluppo, dove l'infezione canina endemica esiste ancora. In Europa e negli Stati Uniti, la rabbia è presente negli animali selvatici (es. Moffette, volpi, procioni, pipistrelli); tuttavia, è controllato negli animali domestici con vaccinazione. La rabbia di solito incuba per 20-60 giorni ma può incubare per anni.
In un'epidemia di infezione da virus Chikungunya del 2007 in Italia, 1 paziente anziano ha sviluppato encefalite ed è morto. Ciò rafforza il rischio di nuovi focolai di nuove forme di encefalite in Europa e in altre parti del mondo. Recenti epidemie di virus Zika in Brasile hanno portato allo sviluppo di malformazioni del sistema nervoso centrale nei neonati di donne incinte infette, soprattutto a causa della microcefalia.
L'encefalite associata all'influenza (IAE) è una complicanza rara ma ben nota dell'infezione da virus influenzale inoltre il potenziale di neuroinvasione è ben documentato nella maggior parte dei coronavirus umani (OC-43, 229E, HKU1, MERS, SARS-CoV-1, SARS-CoV-2) e sono riportati vari casi di encefalite associata all'infezione virale anche con esito fatale.

## Diagnosi
Se si sospetta un'encefalite virale, è possibile porre domande sulla storia dell'individuo ed eseguire un esame fisico. Aspetti importanti della propria storia includono lo stato immunitario, l'esposizione agli animali, inclusi gli insetti, la storia dei viaggi, la storia delle vaccinazioni, la geografia e il periodo dell'anno. I sintomi di solito si verificano in modo acuto, i sintomi più comuni di infezione sono febbre, mal di testa, stato mentale alterato, sensibilità alla luce, torcicollo, vomito, confusione e, nei casi gravi, convulsioni, paralisi e coma. Sono frequenti le caratteristiche neuropsichiatriche come cambiamenti comportamentali, allucinazioni o declino cognitivo. I sintomi gravi sono più comuni tra i neonati e gli anziani. La maggior parte delle infezioni sono asintomatiche, prive di sintomi, mentre la maggior parte dei casi sintomatici sono malattie lievi.
Possono esistere anche sintomi specifici del virus oppure i test possono indicare un virus. Esempi specifici includono:
- Enterovirus 71 può causare tremori, spasmi, disturbi dell'equilibrio e coordinamento, accumulo di liquido nei polmoni e paralisi dei nervi cranici
- L'encefalite da virus di Epstein-Barr è solitamente accompagnata da ingrossamento dei linfonodi e ingrossamento della milza
- L'encefalite da herpes zoster può essere accompagnata da eruzioni cutanee e vescicole cutanee e, poiché coinvolge il lobo frontale e il lobo temporale, è spesso caratterizzata da caratteristiche psichiatriche, deficit di memoria e perdita delle facoltà linguistiche.
- Molte encefaliti arbovirali, come l'encefalite giapponese, colpiscono principalmente i gangli della base, a volte causando sintomi motori come movimenti involontari e movimenti simili a quelli osservati nella malattia di Parkinson.
- Il virus Nipah può produrre segni cerebrali e cerebellari, ipertensione e mioclono segmentale o contrazioni di un gruppo di muscoli collegati.
- Il virus Zika tipicamente può causare microcefalia tra i neonati se la madre era infetta durante la gravidanza.

### Istologia
L'istologia cerebrale dell'encefalite virale mostra neuroni morti con dissoluzione nucleare ed elevata conta degli eosinofili (ipereosinofilia) all'interno del citoplasma delle cellule se osservati con un microscopio ottico. Poiché l'encefalite è una risposta infiammatoria, sono visibili cellule infiammatorie situate vicino ai vasi sanguigni, come microglia, macrofagi e linfociti. I virioni all'interno dei neuroni sono visibili tramite microscopi elettronici.

### Valutazione clinica
| Test diagnostico preferito in base all'eziologia sospetta. | Test diagnostico preferito in base all'eziologia sospetta. |
| Virus                                                      | Test diagnostico preferito |
| ---------------------------------------------------------- | --- |
| Citomegalovirus                                            | PCR CSF o IgM specifiche per CSF |
| Dengue / Chikungunya / Zika                                | PCR CSF o IgM specifiche per CSF |
| Enterovirus                                                | La PCR delle feci e della gola sono preferite rispetto alla PCR del CSF |
| Virus di Epstein-Barr                                      | Siero EBV antigene capside IgG e IgM (VCA) e antigene nucleare EBV IgG (EBNA) |
| Virus dell'herpes simplex                                  | La PCR del CSF, può essere ripetuta entro 2-7 giorni dall'esordio della malattia se negativa con alto sospetto clinico; o CSF per HSV-IgG dopo 10–14 giorni di insorgenza della malattia |
| HHV-6                                                      | PCR CSF accoppiato con PCR sierico per escludere l' integrazione virale nel DNA ospite che causa falsi positivi                                                                          |
| Influenza                                                  | Cultura, test dell'antigene, PCR delle secrezioni respiratorie |
| Morbillo                                                   | IgG specifiche per CSF |
| Virus della varicella-zoster                               | IgG specifiche per CSF |

Il neuroimaging e la puntura lombare (LP) sono entrambi metodi essenziali per diagnosticare l'encefalite virale. La tomografia computerizzata (TC) o la risonanza magnetica per immagini (MRI) aiutano a identificare l'aumento della pressione intracranica e il rischio di ernia uncale prima di eseguire un LP. Il liquido cerebrospinale (CSF), se analizzato, deve essere analizzato per la pressione di apertura, la conta cellulare, il glucosio, le proteine e gli anticorpi IgG e IgM. Il test sul liquido cerebrospinale dovrebbe includere anche il test della reazione a catena della polimerasi (PCR) per i virus herpes simplex 1 e 2 e gli enterovirus. Circa il 10% dei pazienti ha risultati normali del CSF. Test aggiuntivi, come quelli sierologici per vari arbovirus e test per l'HIV, possono essere eseguiti in base alla storia e ai sintomi dell'individuo. In alcuni casi possono essere utili anche la biopsia cerebrale, le colture di campioni di liquido corporeo e la PCR. L'elettroencefalografia (EEG) è anormale in oltre l'80% dei casi di encefalite virale, compresi quelli che stanno vivendo convulsioni, e potrebbe essere necessario monitorarla continuamente per identificare lo stato non convulsivo. La mancanza di risorse per i test può impedire una diagnosi accurata.
I risultati dei test specifici per determinati virus includono:
- Per l'encefalite da virus herpes simplex, una TAC può mostrare lesioni a bassa densità nel lobo temporale. Queste lesioni di solito compaiono 3-5 giorni dopo l'inizio dell'infezione.
- L'encefalite giapponese ha spesso pattern EEG distinti, tra cui attività delta diffusa con picchi, attività delta continua diffusa e attività del coma alfa.

### Diagnosi differenziale
È possibile eseguire un'ampia diagnosi differenziale che esamina molte potenziali cause di encefalite, infettive e non infettive. Le potenziali alternative all'encefalite virale includono neoplasie, encefaliti autoimmuni, un ascesso cerebrale, la tubercolosi o il delirio indotto da farmaci, l'esposizione a determinati farmaci o tossine, neurosifilide, malattia vascolare, malattia metabolica o encefalite da infezione causato da un batterio, un fungo, un protozoo o un verme parassita. Nei bambini, la diagnosi differenziale potrebbe non essere in grado di distinguere tra encefalite virale e malattie infiammatorie del sistema nervoso centrale immuno-mediate, come l'encefalomielite disseminata acuta, nonché l'encefalite immuno-mediata, quindi potrebbe essere necessario utilizzare altri metodi diagnostici.

## Clinica
L'encefalite virale è solitamente caratterizzata dall'insorgenza acuta di una malattia febbrile. I pazienti con encefalite virale generalmente manifestano segni e sintomi di irritazione leptomeningea (p. Es., Mal di testa, febbre, rigidità del collo).
I pazienti con encefalite virale sviluppano anche segni neurologici focali; convulsioni e alterazione della coscienza, che inizia con letargia e progredisce in confusione, stupore e coma. I disturbi del comportamento e del linguaggio sono comuni. Si possono vedere movimenti anormali, ma sono rari. Il coinvolgimento dell'asse ipotalamico / ipofisario può portare a ipertermia o poichilotermia.

### Sintomi associati a specifiche infezioni virali
Indizi specifici tratti dalla storia del paziente dipendono dall'eziologia virale. I risultati clinici riflettono la progressione della malattia in base al tropismo virale per diversi tipi di cellule del sistema nervoso centrale (SNC).
Le presentazioni atipiche includono un lobo frontale reversibile e sindrome limbica senza disturbi della coscienza o della funzione motoria. Queste presentazioni sono state descritte in bambini con infezione da virus influenzale.
L'encefalite erpetica da virus herpes simplex di tipo 1 (HSV-1) e da virus herpes simplex di tipo 2 (HSV-2) hanno forme subacute, che si presentano con una sindrome psichiatrica e una sindrome opercolare anteriore. L'encefalite da HSV-1 può produrre un'encefalite del tronco cerebrale e l'encefalite da HSV-2 può anche produrre una mielite.
L'encefalite del Nilo occidentale (WNE) è solitamente asintomatica nelle aree di malattia endemica. Negli individui sintomatici, una malattia simile all'influenza si verifica dopo un'incubazione di 3-15 giorni; Il coinvolgimento del SNC si verifica in meno del 15% dei casi. Una grave infezione neurologica è più comune quando il virus viene introdotto in un'area di malattia non endemica.
Nel 1999, durante l'epidemia di infezione da virus del Nilo occidentale a New York City, 62 pazienti hanno sviluppato encefalite e 7 sono morti (un tasso di mortalità del 12%, con tutti i decessi verificatisi nei pazienti più anziani). Sono state descritte neuropatia assonale, polineuropatia demielinizzante simile a quella osservata nella sindrome di Guillain-Barré, encefalite con e senza debolezza muscolare e meningite asettica. È stata descritta debolezza ritardata o debolezza clinica ricorrente dopo l'infezione da virus del Nilo occidentale.
L'encefalite giapponese (JE) colpisce tipicamente bambini e giovani adulti. Gli anziani sono colpiti dalle epidemie. La presentazione clinica include un prodromo aspecifico e convulsioni frequenti.
La febbre dengue si presenta classicamente con una grave malattia influenzale o con la febbre emorragica dengue. Meno comunemente, la febbre dengue può portare a encefalite o encefalopatia, mielite trasversa e mononeuropatia o polineuropatia simile a quella della sindrome di Guillain-Barré. La forma emorragica può anche causare insufficienza epatica che porta a una malattia simile alla sindrome di Reye.
L'encefalite enterovirale è solitamente associata a una buona prognosi. Tuttavia, l'enterovirus 71 ha un'elevata mortalità e può presentarsi con herpangina o malattia enterovirale della mano, del piede e della bocca. Le complicanze includono miocardite e paralisi flaccida acuta. L'enterovirus 71 può causare una meningoencefalite cronica in pazienti immunocompromessi.
L'encefalite da parotite inizia tipicamente 3-10 giorni dopo la parotite e di solito si risolve senza sequele, ad eccezione dell'idrocefalo occasionale dovuto al coinvolgimento delle cellule ependimali.
Il virus della rabbia di solito incuba per 20-60 giorni, ma è in grado di incubare per anni. L'infezione non si verifica in tutti gli esseri umani morsi da un animale infetto, ma è uniformemente fatale quando si sviluppa la malattia clinica. Dopo un prodromo di febbre, mal di testa, malessere, convulsioni e anomalie comportamentali, sopraggiungono idrofobia e aerofobia. Il coma e la morte si verificano in una o più settimane. Una volta che i sintomi iniziano, il trattamento è inefficace.
Nel Vietnam meridionale, un'encefalite virale causata dall'influenza aviaria A (H5N1) e che non coinvolgeva le vie respiratorie è stata diagnosticata in 2 fratelli: un bambino di 4 anni, che presentava diarrea grave, convulsioni, coma e morte e sua sorella. Il liquido cerebrospinale (CSF) del ragazzo ha rivelato solo alti livelli di proteine, ma l'H5N1 è stato isolato da campioni di CSF, fecali, faringei e siero.
I neonati di madri infettate dal virus Zika all'inizio della gravidanza presentano un rischio maggiore di sviluppare la microcefalia e altre diverse forme di malattia del SNC.

## Trattamento
L'assistenza medica dovrebbe essere dedicata alla gestione appropriata delle vie aeree, della funzione della vescica, dell'equilibrio idroelettrolitico, della nutrizione, della prevenzione delle piaghe da decubito, dell'infezione polmonare secondaria e dell'iperpiressia. È necessario istituire quanto prima un approccio multidisciplinare per avviare la riabilitazione fisica e cognitiva e per ridurre al minimo i problemi cognitivi e le conseguenze a lungo termine. Potrebbe essere necessaria l'assistenza in un'unità di terapia intensiva (ICU), soprattutto se è presente attività convulsiva o aumento della pressione intracranica (ICP).
La diagnosi ritardata dell'encefalite da herpes simplex (HSE) aumenta i tassi di morbilità e mortalità. Nei casi di encefalite da HSV l'unica terapia strettamente raccomandata è l'aciclovir mentre l'uso di glucocorticoidi aggiuntivi ha prove di scarsa qualità nelle encefaliti da HSV, EBV o VZV. L'inizio di un trattamento antivirale prima di una diagnosi definitiva di encefalite HSE è ormai pratica comune.
L'uso di corticosteroidi come terapia aggiuntiva per l'encefalite virale è controverso e attualmente in fase di valutazione in un ampio studio clinico. Recenti e promettenti terapie con anticorpi ricombinanti completamente umanizzati contro il virus Nipah e Hendra sono state testate su animali da esperimento e in modo compassionevole sugli esseri umani.

## Prognosi
La mortalità dipende in gran parte dall'agente eziologico dell'encefalite. La gravità delle sequele apparentemente varia anche in base al virus responsabile. L'HSE comporta una mortalità del 70% nei pazienti non trattati, con gravi conseguenze tra i sopravvissuti.
Dopo la WEE, le sequele sono rare negli adulti ma sono frequenti nei bambini. Le convulsioni ricorrenti con cambiamenti motori o comportamentali colpiscono più della metà dei bambini che sono infetti da meno di 1 mese.
Con l'EEE, la maggior parte degli adulti di età superiore ai 40 anni che sopravvivono (mortalità del 10%) lo fa indenne; i bambini di età inferiore ai 5 anni hanno sequele paralizzanti costituite da ritardo mentale, convulsioni e paralisi.
Le sequele permanenti dopo l'encefalite di St. Louis sono rare, ad eccezione dei soggetti anziani; il tasso di mortalità è del 2% nei giovani adulti e del 20% nei pazienti anziani.
Un gran numero di casi di neonati con microcefalia è stato segnalato in donne in gravidanza infettate dal virus Zika. Il virus La Crosse causa un'encefalite relativamente lieve con un basso tasso di mortalità.
La mortalità è bassa nella VEE, encefalite della California ed encefalite dovuta al virus della febbre da zecca del Colorado. Le sequele neurologiche in queste condizioni non sono frequenti e sono generalmente lievi.
La mortalità nella TBE varia a seconda del tipo. Il sottotipo europeo è associato a una malattia più lieve, con il 20-30% dei pazienti che sperimenta la seconda fase, tassi di letalità dello 0,5-2% e gravi sequele neurologiche in oltre il 30% dei pazienti. Di questi il 14% ha sviluppato sequele permanenti (es. deficit motori, paresi, tetraparesi flaccida, atassie cerebellare) ed il 33% temporanee (es. tremori, cefalea, astenia, difficoltà di concentrazione) che sono perdurate anche per mesi.
Il sottotipo TBE dell'Estremo Oriente è associato a una malattia più grave: malattia monofasica, senza intervallo asintomatico che precede l'insorgenza della malattia neurologica, tassi di letalità fino al 35% e tassi più elevati di gravi sequele neurologiche.
Il sottotipo TBE siberiano è associato a una malattia meno grave (tasso di letalità dell'1–3%), con una tendenza dei pazienti a sviluppare infezioni croniche o estremamente prolungate.

## Prevenzione
La sorveglianza è importante per prevedere i focolai di infezioni da arbovirali. Le zanzare possono essere campionate per stimare i tassi di infezione nelle pozze di zanzare. Indumenti protettivi e repellenti sono utili nella prevenzione dei morsi di artropodi. È utile anche evitare le attività all'aperto. La pronta rimozione delle zecche può ridurre il rischio di trasmissione di un virus trasmesso dalle zecche.
Misure preventive efficaci includono la rimozione di contenitori che trattengono l'acqua e pneumatici scartati. Gli insetticidi possono essere utili nel controllo di emergenza delle zanzare infette. Il controllo del vettore della zanzara è stato utilizzato con risultati apparentemente buoni in diverse recenti epidemie.
I vaccini sono disponibili per l'encefalite equina orientale (EEE), l'encefalite equina occidentale (WEE) e l'encefalite equina venezuelana (VEE) nei cavalli. Un vaccino vivo attenuato (TC-83) è stato utilizzato per proteggere i lavoratori di laboratorio e sul campo dal virus che causa l'EVE. L'immunizzazione passiva degli operatori di laboratorio esposti a un virus in un incidente di laboratorio è stata ottenuta con siero immunitario (umano) o gamma globuline.
Sono stati inoltre sviluppati vaccini per l'encefalite da virus giapponese B (JE) e l'encefalite da zecche.
In Europa nelle aree ad alto rischio è stata promossa nella popolazione la vaccinazione contro l'encefalite trasmessa dalle zecche.
I vaccini con virus uccisi sono stati prodotti sperimentalmente per diversi arbovirus. Un vaccino B giapponese vivo attenuato (SA 14-14-2) è stato ampiamente utilizzato in Asia. Dal 1989, 120 milioni di bambini sono stati immunizzati e un recente rapporto ha dimostrato l'efficacia di una singola dose nella prevenzione dell'encefalite giapponese (JE) se somministrata solo giorni o settimane prima dell'esposizione all'infezione. L'unico vaccino contro il virus JE con licenza internazionale è un vaccino inattivato con formalina.
Nonostante gli sforzi di controllo e la sorveglianza della malattia, l'epidemia del virus West Nile a New York nel 1999, con la successiva diffusione in altri stati degli Stati Uniti, ha dimostrato che diversi virus possono essere diffusi nell'emisfero occidentale a causa dell'aumento dei viaggi e del commercio internazionale. L'abbattimento massiccio di suini in Malesia ha ridotto l'incidenza dell'infezione da virus Nipah.